# Ada Itúrrez de Cappellini
Ada Rosa del Valle Itúrrez de Cappellini (5 de enero de 1946, Villa Ojo de Agua, provincia de Santiago del Estero) es una abogada, escribana y política argentina. Fue senadora nacional por su provincia desde 2007 hasta 2019. Pertenece al Partido Justicialista y forma parte del Frente Cívico por Santiago.

## Biografía
Se recibió de abogada y escribana en 1976 en la Universidad Nacional de Córdoba, especializándose en derecho civil, desarrollo regional, social, económico y político.
En 1993 fue nombrada Directora de Cultura Municipal en Villa Ojo de Agua. Entre 1994 y 1995 fue concejal en la misma localidad. En 1995 fue nombrada Subsecretaria de Acción Social del Ministerio de Salud y Acción Social de la provincia de Santiago del Estero.
Entre otros cargos desempeñados, fue congresal titular y luego presidenta del Congreso Justicialista del Partido Justicialista de Santiago del Estero. También fue titular del registro civil de Villa Ojo de Agua.
Se desempeñó como intendenta de Villa Ojo de Agua, en los períodos 1995-1999, 1999-2003 y 2003-2005, cargo que más tarde quedó en manos de su marido. Luego se desempeñó como diputada provincial entre 2005 y 2010.
En la legislatura provincial lideró el bloque Bases Populares. En 2007 Cappellini fue elegida para el Senado de la Nación por el Frente Cívico de Santiago, un frente formado en 2005 por radicales y peronistas. Ella y su compañero Emilio Rached formaron su propio bloque, pero apoyaron al kirchnerismo.
Integró el Consejo de la Magistratura de la Nación entre 2010 y 2014.
En junio de 2012 presentó un proyecto de ley para prevenir y erradicar el acoso escolar.
En las elecciones del 27 de octubre del 2013, se ponían en juego cargos provinciales y nacionales. En esta, el Frente Cívico por Santiago ganó con el 48,25% las dos bancas por la mayoría en el Senado de la Nación Argentina. Resultando ser senadores electos Ada Itúrrez de Capellini y Daniel Agustín Brué para el periodo 2013-2019, este último renunciaría a la senaduría para que pueda asumir Gerardo Zamora, quien era el primer suplente en la lista a senadores nacionales y que vio truncada su posibilidad de obtener un tercer mandato como gobernador provincial, optando como alternativa el de asumir como senador nacional. Itúurez de Capellini es senadora hasta 2019.
En el senado se desempeñó como presidenta de la Comisión de Legislación General. También fue vocal de las comisiones de Justicia y Asuntos Penales; Defensa Nacional; Derechos y Garantías; Infraestructura, Vivienda y Transporte; Ambiente y Desarrollo Sustentable; y Población y Desarrollo Humano. Desde 2015 es vocal de las comisiones «de apoyo a las obras del río Bermejo» y «Banca de la mujer».
En noviembre de 2015 presentó un proyecto de declaración repudiando a Alfonso Prat Gay por expresarse en contra de la dirigencia política del interior argentino.
En cuanto a su vida personal, está casada con Rodolfo Lino Cappellini y tiene tres hijos.